# Štichovice
Štichovice jsou obec v okrese Plzeň-sever v Plzeňském kraji. V celé obci žije 119 obyvatel. Katastrální území Štichovice měří rozlohu 759,28 hektaru. Štichovice jsou součástí Mikroregionu Dolní Střela.

## Historie
Ves původně patřila do majetku pánů z Brda, od poloviny 14. století byla v držení komendy johanitů v Manětíně. Na počátku husitských válek v roce 1420 získal od krále Zikmunda ves Štichovice s dalšími Bohuslav ze Švamberka. V té době bylo ve Štichovicích devatenáct usedlostí. Na konci osmdesátých let 16. století ves koupil Jeroným Hrobčický z Manětína. Za třicetileté války bylo šest usedlostí vypleněno.

## Přírodní poměry
Vesnice leží pět kilometrů jihovýchodně od Manětína v nadmořské výšce 458 metrů, v rovinatém mírně se k východu svažujícím terénu nad pravým břehem řeky Střely.
Štichovice sousedí na severovýchodě za řekou Střelou se Strážištěm, na východě s Křečovem, na západě s Vladměřicemi a Českou Doubravicí a na severu s osadou Kocanda. Vsí prochází jižní hranice přírodního parku Horní Střela.

## Obyvatelstvo
Při sčítání lidu v roce 1921 zde žilo 178 obyvatel (z toho 83 mužů), z nichž bylo 177 Čechoslováků a jeden Němec. Všichni byli římskými katolíky. Podle sčítání lidu z roku 1930 měla vesnice 168 obyvatel: 166 Čechoslováků, jednoho člověka nezjišťované národnosti a jednoho cizince. S výjimkou dvou evangelíků, jednoho člena církve československé a jednoho člověk bez vyznání se ostatní hlásili k římskokatolické církvi.
| Rok            | 1869 | 1880 | 1890 | 1900 | 1910 | 1921 | 1930 | 1950 | 1961 | 1970 | 1980 | 1991 | 2001 | 2011 | 2021 |
| -------------- | ---- | ---- | ---- | ---- | ---- | ---- | ---- | ---- | ---- | ---- | ---- | ---- | ---- | ---- | ---- |
| Počet obyvatel | 231  | 190  | 189  | 182  | 170  | 178  | 168  | 131  | 119  | 109  | 98   | 96   | 95   | 94   | 84   |
| Počet domů     | 25   | 25   | 31   | 31   | 31   | 31   | 31   | 30   | 29   | 29   | 28   | 33   | 34   | 28   | 35   |

## Obecní správa
Mezi lety 1850–1975 byly Štichovice obcí v okrese Kralovice (1869–1930), posléze v okrese Plasy (1950) a později v okrese Plzeň-sever. Od 1. ledna 1976 do 31. prosince 1991 patřily jako část města k Manětínu a od 1. ledna 1992 jsou opět samostatnou obcí.

### Části obce
- Křečov
- Štichovice

V letch 1850–1879 k obci patřil i Ondřejov.

### Obecní symboly
Znak a vlajka byly obci uděleny rozhodnutím předsedy Poslanecké sněmovny Parlamentu České republiky dne 17. února 2006.

## Pamětihodnosti
Na rozlehlé návsi s rybníčkem stojí menší zděná kaple z 19. století s velkým sanktusníkem a slunečními hodinami ve štítu nad vchodem. Na protilehlé straně je kamenný pamětní kříž. Drobný potok protékající přes náves je překlenut klenutým kamenným mostíkem. Náves je obklopena řadou malých i velkých usedlostí, ze kterých je zajímavá čp. 12. Ve statku čp. 14 se dochoval patrový roubený špýchar se zděným přízemím, které je z části zapuštěné do svahu. V čp. 18 je dřevěná stodola.
U silnice na Manětín stojí kamenná sloupková boží muka z roku 1721 s trojramenným křížem ve vrcholu. U odbočky ze silnice II/201 do vsi stojí v polích malá zděná čtyřboká kaplička. Při silnici do Křečova kamenný pamětní kříž.